# William John Rose
William John Rose (ur. 1885 w prowincji Manitoba, zm. 10 marca 1969 w Vancouver) – kanadyjski polonista i historyk.

## Życie i twórczość
Po ukończeniu w 1912 studiów socjologicznych w Oksfordzie podjął badania nad mniejszościami narodowymi monarchii Austro-Węgier. W tym celu wyjechał Śląsk Cieszyński. Został internowany jako obywatel brytyjski przez władze austriackie, gdy wybuchła I wojna światowa. Pobyt w Ligotce Kameralnej wykorzystał do nauki języka polskiego i zapoznania się z problemami narodowymi Polaków. Przyjaźń z pastorem Janem Szerudą wpłynęła na jego zainteresowanie polską myślą religijną i reformatorską; w 1919 przełożył na angielski Ojcze nasz Augusta Cieszkowskiego, natomiast swą pracę doktorską przygotowywaną pod kierunkiem Stanisława Kota i przedstawioną na UJ w 1925 poświęcił Stanisławowi Konarskiemu (Stanislas Konarski. Reformer of Education in the 18th Century, Londyn 1929). Potem przez kilka lat przebywał w Krakowie (m.in. jako dyrektor YMCA), biorąc udział w życiu kulturalnym tego miasta.
Od 1927 do 1935 wykładał socjologię w kanadyjskim Dartmouth College. W 1936 został wykładowcą literatury polskiej w londyńskiej School of Slavonic and East European Studies. Pracował początkowo jako reader (profesor nadzwyczajny), następnie jako profesor uczelni do 1950, a od 1945 do 1947 jej dyrektor. Od 1938 współredagował czasopismo The Slavonic and East European Review (w l. 1947–1948 redagował je samodzielnie). Wiele uwagi poświęcał w gazecie problematyce polskiej i ogłosił m.in. szkic o poetach śląskich Bonczyku, Damrocie, Jaroniu i Ligoniu pt. Polish Silesian Literature (1936). Ogłosił także obszerniejszą pracę pt. The Drama of Upper Silesia. Podczas II wojny światowej w Londynie wydał przekład Pamiętników włościanina Jan Słomka i oksfordzkich wykładów Stanisława Kota (Five Centuries of Polish Learning), współtworzył również The Cambridge History of Poland (wszystkie wyd. 1941). Historii i współczesności Polski poświęcił kilka prac, jak The Rise of Polish Democracy (1944) oraz Poland Old and New (1948), którą oparł na wrażeniach z pobytu w Polsce w 1947.
W 1950 powrócił do Kanady, gdzie prowadził wykłady na uniwersytecie w Vancouver, a następnie w szkołach średnich.